# Navigation Douglas

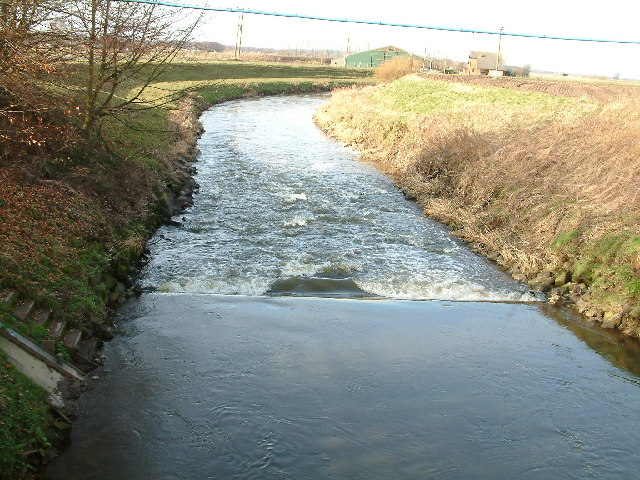
La rivière Douglas en 2006

La Navigation Douglas désigne la canalisation, sur une trentaine de kilomètres, d'une section de la rivière Douglas qui a permis au XVIIIe siècle l'expansion de l'extraction charbonnière dans la région du Lancashire en Angleterre, alors pauvre et très peu peuplée, puis un développement économique précoce, qui a préfiguré la révolution industrielle, dont cette région fut le berceau. Cotée en Bourse de Londres, la Navigation Douglas fut victime du Krach de 1720.

## Histoire
En 1712, Thomas Steers, un ingénieur venu de Liverpool, qui avait combattu lors de la Glorieuse Révolution, a étudié le parcours de la rivière. Il a ensuite recommandé de la rendre accessible aux bateaux pour permettre le transport du charbon de la région de Wigan, à peu près équidistante de Liverpool et Manchester. Wigan est alors au centre du gisement houiller du Lancashire.
La canalisation fut autorisée 8 ans plus tard par le Parlement britannique, qui a concédé à Thomas Steers et William Squire la propriété. La canalisation de cette rivière a nécessité des travaux importants, en particulier la construction de 13 écluses, mais la navigation a pu ouvrir dès 1742.
La canalisation a été effectuée jusqu'à la confluence de la rivière Douglas, qui se jette ensuite dans l'Atlantique, avec la Ribble, au bourg de Wigan. Après cette confluence, le cours de la rivière est suffisamment large et profond pour permettre naturellement la navigation.
Autorisés par le parlement en 1720, après l'opposition de plusieurs propriétaires terriens locaux, ces travaux ont réellement commencé en 1742.

## La section canalisée rachetée en 1780
La technique utilisée fut similaire à d'autres canalisations, appelées « navigations », avec des écluses simples, construites rapidement, pour éviter en général les moulins existant, ou contournant les passages accidentés, dont le succès a très certainement influencé, selon les historiens, la construction plus tard, en 1757 du Sankey Canal et du canal de Bridgewater, dans la même région, au moment de la Canalmania.
La section canalisée a été  rachetée par la Compagnie du canal de Leeds et Liverpool en 1780, après un autre vote du parlement en 1770, et abandonnée en 1801, lorsque le canal a offert une route meilleure vers la Ribble, dans le Cheshire
La Compagnie du canal de Leeds et Liverpool fut initialement promue par des marchands de laine de Bradford qui voulaient améliorer la circulation entre Craven et le port de Liverpool, mais ne disposaient pas assez de fonds pour le financer
Les promoteurs ont obtenu le droit de racheter 28 des 36 actions d'origine en 1772 et un nouveau vote du parlement leur a donné en 1783 la possibilité de racheter les actions restantes puis de fusionner les deux sociétés et de creuser un canal sur un tracé parallèle. Seule la partie la plus reculée de la rivière est restée telle qu'en 1742. Dès 1777, le parcours reliant Wigan à Liverpool était entièrement transformé en canal élargi.

## L'impact économique
Le bourg de Wigan s'est spécialisé dans la porcelaine et les manufactures. L'extraction de charbon avait commencé dès 1450, et il y eut jusqu'à un millier de petits puits de mines, dans un périmètre de 8 kilomètres autour de la ville. 
En matière d'aménagements de rivières, Leeds avait précédé Liverpool, avec la construction de l'Aire and Calder Navigation, ouverte en 1700, le premier ouvrage de ce type construit par des marchands.
Le projet de canalisation avait reçu le soutien d'habitants de Manchester, Bolton, Bury, Rochdale et Kirkham mais se heurta à l'opposition de la famille Hesketh et d'autres propriétaires terriens, qui affirmaient craindre que la construction de la Navigation Douglas n'augmente le risque d'inondation. Leur opposition fit capoter le passage de la loi autorisant le creusement à Chambre des lords, le 6 juin 1713.
Il a fallu attendre 1720 pour que la loi passe finalement le vote des deux chambres. L'action a vite connu une progression très rapide de sa valeur, passant de 5 sterling à 70 sterling, avant de rechuter brutalement à 3,5 sterling lors du percement de la bulle spéculative boursière sur les actions de la Compagnie des mers du Sud, lors du Krach de 1720, ce qui a de nouveau entraîné le report du projet.